# ACM Transactions on Database Systems
ACM Transactions on Database Systems is een internationaal, aan collegiale toetsing onderworpen wetenschappelijk tijdschrift op het gebied van gegevensbanken. De naam wordt in literatuurverwijzingen meestal afgekort tot ACM Trans. Database Syst. Het verschijnt 4 keer per jaar.